# ائوجنیو آموره
ائوجنیو آموره (ایتالیایی: Eugenio Amore؛ زادهٔ ۱۲ فوریهٔ ۱۹۷۲) بازیکن والیبال ساحلی اهل ایتالیا بود. وی در بازی‌های المپیک تابستانی ۲۰۰۸ شرکت کرده‌است.